# Nagari Pintu Padang
Nagari Pintu Padang is een bestuurslaag in het regentschap Pasaman van de provincie West-Sumatra, Indonesië. Nagari Pintu Padang telt 1627 inwoners (volkstelling 2010).